# Idricerus decrepitus
Idricerus decrepitus är en insektsart som först beskrevs av Walker 1860.  Idricerus decrepitus ingår i släktet Idricerus och familjen fjärilsländor. Inga underarter finns listade i Catalogue of Life.